# Зелёный гоблин вне комиксов
Зелёный го́блин (англ. Green Goblin) — вымышленный суперзлодей комиксов издательства Marvel Comics и заклятый враг Человека-паука. Был создан сценаристом Стэном Ли и художником Стивом Дитко, дебютировав в The Amazing Spider-Man #14 (Июль, 1964). С момента его первого появления в комиксах Зелёный Гоблин появился в других медиа продуктах, включая фильмы, мультсериалы и видеоигры.
В комиксах, Зелёный гоблин — псевдоним, который носят несколько персонажей, в частности Норман и Гарри Озборны. В большинстве СМИ именно эти двое являются альтер эго Гоблина. Норман и Гарри Озборны были сыграны Уиллемом Дефо и Джеймсом Франко в трилогии Сэма Рэйми о Человеке-пауке, а в фильме «Новый Человек-паук: Высокое напряжение» 2014 года их роли исполнили Крис Купер и Дэйн Дехаан. Дефо вернулся к роли персонажа в картине «Человек-паук: Нет пути домой» 2021 года, действие которой происходит в Кинематографической вселенной Marvel.

## Телевидение

Зелёный гоблин в мультсериале «Человек-Паук» 1967 года.

- Воплощение Зелёного гоблина Нормана Озборна появляется в мультсериале «Человек-Паук» 1967 года, где его озвучил Лен Карлсон[1][2]. Здесь Гоблин показан как недалёкий, склонный к ограблениям преступник, одержимый магией и иными сверхъестественными вещами, что не было свойственно классической версии из комиксов.
- Воплощение Зелёного гоблина Нормана Осборна появляется в мультсериале «Человек-паук» 1981 года, дебютировав в эпизоде «Месть Зелёного гоблина», где его озвучил английский актёр Нил Росс[1][2]. Эта интерпретация гораздо ближе к оригинальному Зелёному гоблину, чем адаптация 1967 года. По сюжету, Зелёный гоблин противостоял Человеку-пауку за 3 года до начала событий мультсериала. Тогда же противника узнали тайну личности друг друга, однако Гоблин потерпел поражение и потерял память. Ему удалось вернуть утраченные воспоминания во время железнодорожной катастрофы, после чего Озборн вернулся к личности Зелёного гоблина и угрожал Человеку-пауку раскрыть тайну его личности всему миру.
- В первом эпизоде мультсериала «Человек-паук и его удивительные друзья» 1981 года под названием «Триумф Зелёного гоблина» Нормана Озборна / Зелёного гоблина озвучил Деннис Маркс[1][2]. Здесь Гоблин является альтернативной личностью Озборна, которая периодически берёт контроль над его телом для совершения преступлений. Также у Озборна есть племянница по имени Мона Озборн, не посвящённая в секрет Нормана. В сериале Озборн снова становится Гоблином после пережитой авиакатастрофы. Затем он похищает Мону, намереваясь отыскать местоположение подарившей ему суперсилы формулы и, с её помощью, превратить население Нью-Йорка в гоблинов. Тем не менее, в конечном итоге, Озборн приходит в себя после попадания молнии и отправляется на лечение.

Зелёный гоблин в мультсериале «Человек-паук» 1994 года.

- Воплощения Зелёного гоблина Нормана и Гарри Озборнов появляются в мультсериале «Человек-паук» 1994 года, где Нил Росс вернулся к роли Озборна-старшего[1][2], тогда как Гарри озвучил Гэри Имхофф[3][4].
  - В данном мультсериале Норман владеет «OsCorp Industries», компанией по производству оружия, при этом находясь на службе у Кингпина, которого впоследствии пытается убить с помощью Хобгоблина. В 3 сезоне Норман, в конечном итоге, становится Зелёным гоблином, став жертвой несчастного случая в лаборатории OsCorp, в результате которого у него развивается альтернативная, более жестокая и анархичная личность. Первым делом Гоблин собирается устранить недоброжелателей Нормана, но терпит поражение от руки Человека-паука, однако тайна личности Озборна не становится общеизвестной, а сам Норман забывает последние события. Позже Гоблин вновь появляется в чертогах разума Нормана и пытается уничтожить Человека-паука, Кингпина и Хобгоблина. В его распоряжение попадает разработанное доктором Джонатаном Онном, благодаря которому Гоблин узнаёт тайну личности Человека-паука и похищает Мэри Джейн Уотсон. В результате развернувшегося сражения, девушка падает в межпространственный портал. Вновь проиграв Человеку-пауку, Озборн попадает в тот же портал, оказавшись в ловушке между измерениями. Альтернативная версия Нормана Озборна / Зелёного гоблина фигурирует в финале мультсериала, в мире, где служит Пауку-Карнажу, который разрушил Нью-Йорк. Зелёный гоблин и Хобгоблин были побеждены Людьми-пауками из других реальностей.
  - Гарри представлен как друг Флэша Томпсона, а позднее и Питера Паркера. Со временем он начинает завидовать Питеру, когда у того возникают отношения с Мэри Джейн. После исчезновения Нормана и Мэри Джейн, Гарри обзаводится ненавистью к Человеку-пауку, обвинив его в инциденте. В конце концов Гарри сходит с ума, будучи одержимым видениями Гоблина, который обещает выдать местоположение его отца, если тот убьёт Человека-паука. Гарри становится вторым Зелёным гоблином, но терпит поражение от рук Человека-паука и Карателя, после чего его отправляют на принудительное лечение в Рейвенкрофт. Узнав о предстоящей свадьбе вернувшейся Мэри Джейн и Питера, Гарри пытается сорвать их свадьбу, заручившись поддержкой Алистера Смайта и Мака Гаргана. Тем не менее, Лиз Аллан раскрывает свои скрытые чувства к Гарри и убеждает его, что его друзья тоже заботятся о нём. Гарри отказывается от своей мести и возвращается в Рейвенкрофт, чтобы продолжить лечение.
- В мультсериале «Непобедимый Человек-паук» 1999 года появляется Зелёный гоблин с Анти-Земли, озвученный Рино Романо[1]. Его настоящее имя — Гектор Джонс. Джонс помогает повстанцам в противостоянии с Высшим эволюционером. Он использует рюкзак с крыльями вместо глайдера. В эпизоде «Где обитает зло» Гоблин принимает Человека-паука за злодея, однако затем объединяет с ним усилия, чтобы спасти нескольких повстанцев от Венома и Карнажа. В серии «В тисках жизни» Гоблин узнаёт, что Человек-паук прибыл с Земли, чтобы спасти Джона Джеймсона и предлагает ему помощь в возвращении корабля у Высшего эволюционера. Объединившись с Отверженными, группой Зверян, которых Высший эволюционер счёл бесполезными и ненужными, дуэт использует корабль Человека-паука, чтобы разрушить одну из башен Высшего эволюционера, при этом Гоблин считается погибшим в результате крушения. В финальном эпизоде мультсериала «Судьба слепа» выясняется, что Гоблин выжил и присоединился к Отверженным, но ненадолго покинул их, чтобы помочь Человеку-пауку и повстанцам сразиться с Высшим эволюционером.

Зелёный гоблин в мультсериале «Новые приключения Человека-паука» 2008 года.

- Норман Озборн / Зелёный гоблин, озвученный Аланом Рэчинсоном появляется в мультсериале «Новые приключения Человека-паука» 2008 года. Зелёного гоблина озвучил Стивен Блум. Норман представлен как холодный и расчётливый глава корпорации «Озкорпа», не склонный к извинениям и имеющий натянутые отношения со своим сыном Гарри. В первом сезоне его нанимает криминальный авторитет Могильщик, чтобы тот создал нескольких суперзлодеев для отвлечения Человека-паука от деятельности мафии. Впоследствии Зелёный гоблин дебютирует как таинственный преступник, вооружённый украденной технологией «Озкорп», намереваясь занять место Могильщика в качестве верховного криминального авторитета Нью-Йорка. После двух сражений с Человеком-пауком Норман сбегает и выдаёт Гарри за настоящего Зелёного гоблина. Принимая во внимание зависимость своего сына от формулы «Озкорп» под названием «Зелёный гобулин», Норман берёт Гарри в тур по Европе, чтобы помочь ему преодолеть зависимость. Во втором сезоне Норман возвращается в Нь-Йорк, нанимая Майлза Уоррена на работу в лабораториях Университета Эмпайр-Стейт. После того, как Могильщик, Сильвермейн и Доктор Осьминог были арестованы Человеком-пауком, Норман вновь возвращается к личности Гоблина и появляется как новый «Большой босс». После двух неудачных попыток убить Человека-паука Норман нанимает Хамелеона, чтобы тот выдавал себя за него, после чего вновь сталкивается со Стенолазом в роли Гоблина. В последовавшей битве Норман раскрывает, что подставил Гарри, чтобы защитить тайну личности и самого Гарри, прежде чем, по всей видимости, погибнуть от взрыва собственных тыквенных бомб. Тем не менее, вскоре выяснилось, что Озборн выжил и покинул город.

Зелёный гоблин в мультсериале «Великий Человек-паук» 2012 года.

- В мультсериале «Великий Человек-паук» 2012 года было представлено несколько версий Зелёного гоблина:
  - Первая версия — Норман Озборн (озвучен Стивеном Уэбером[1][2]), чья форма Гоблина напоминает сочетание чудовищного существа из Ultimate Marvel и классического злодея с глайдером и тыквенными бомбами. В первом сезоне Норман не уделяет должного внимания своему сыну Гарри, будучи погружённым в собственные научные эксперименты. Она нанимает Доктора Осьминога, чтобы тот помог ему заполучить ДНК Человека-паука для создания армии «солдат-пауков». Когда деятельность Дока Ока приводит к созданию симбиота Венома и тот попадает на Гарри, Норман рассматривает возможность использования своего сына для воплощения своих планов. Озборн заманивает Человека-паука в секретную лабораторию «Озкорпа», однако Осьминог предаёт Нормана, вводя ему сыворотку, представляющую собой смесь ДНК Человека-паука и Венома, в результате чего тот превращается в Гоблина. Первоначально он неистовствует и разрушает всё на своём пути, однако затем Норман восстанавливает рассудок и нападает на Хэликэрриер Щ.И.Т.а, украв глайдер и электрические перчатки. Когда симбиот Веном снова появляется внутри Гарри, Гоблин пытается заставить Венома присоединиться к нему, но терпит неудачу, прежде чем сбежать с симбиотом. Во втором сезоне Гоблин похищает Питера Паркера и вводит ему симбиота Венома, превращая юношу в Карнажа и посылая на убийство Человека-паука. Тем не менее, Гарри вновь воссоединяется с Веномом и побеждает Гоблина, вынуждая того сбежать. В финале второго сезона Гоблин позволяет схватить себя супергероям и, оказавшись на Хэликэрриере Щ.И.Т.а, заражает всех на борту симбиотом, ненадолго становясь самим Веномом, чтобы снова сразиться с Человеком-пауком. Тем не менее, Осьминогу удаётся создать лекарство от инфекции симбиота, вернув Нормана в его человеческое обличие. После этого Норман пытается загладить свою вину в качестве супергероя Железного патриота и объединяется с Человеком-пауком и его командой. Несмотря на это, Док Ок снова превращает Нормана в Гоблина, который вновь пытается превратить жителей Нью-Йорк в Гоблинов, прежде чем Человек-паук срывает его планы. В третьем сезоне, Гоблин непреднамеренно освобождается во время битвы между Новыми воинами Человека-паука и Громовержцами Таскмастера. Он похищает Электро с помощью которого открывает порталы в мультивселенную, где крадёт образцы ДНК различных версий Человека-паука и использует их, чтобы мутировать в Паука-Гоблина. Сражаясь с Человеком-пауком его реальности, Гоблин раскрывает, что ему удалось узнать тайну личности Стенолаза. Тем не менее, потерпев поражение от Человека-паука и его двойников из альтернативных реальностей, Гоблин теряет свои воспоминания и снова превращается в Нормана. В четвёртом сезоне Норман вводит себе сыворотку против Гоблинов, повторно принимает личность Железного патриота и снова становится союзником Человека-паука. В финале сериала Норман восстанавливает память, но из уважения решает сохранить тайну личности Человека-паука.
  - Во сне, созданном злодеем Кошмаром в эпизоде «Кошмар на Рождество», Норман появляется как Король гоблинов. В альтернативном будущем, где Питер перестал быть Человеком-пауком, Король гоблинов убил большинство героев Земли и забрал их оружие в качестве трофеев.
  - Женское воплощение Нормана по имени Норма Озборн (озвучена Венди Малик[5]) появляется в эпизоде «Паучья Вселенная: часть 1». В обличье Зелёного Гоблина, она носит вариацию традиционного костюма в сочетании с перчатками, такими же как «основная» версия из мультсериала и выступает заклятым врагом Петры Паркер / Девушки-паука. Когда Гоблин Озборна прибывает в её вселенную, они объединяют усилия, чтобы уничтожить своих Людей-пауков, но Норма терпит поражение, а Норман сбегает в другую реальность.
  - Версия, основанная на Гоблине из Ultimate Marvel (также озвученная Стивеном Уэбером[1]) имеет демонические крылья. Подобно своему аналогу из комиксов, Гоблин убил первого Человека-паука и стал заклятым врагом Майлза Моралеса, второго Человека-паука. После появления в эпизоде третьего сезона «Паучья Вселенная: часть 3», Гоблин попадает в «основную» вселенную мультсериала в четвёртом сезоне, чтобы присоединиться к Зловещей шестёрке, поддерживаемой Гидрой Дока Ока, но терпит поражение.
- В мультсериале «Человек-паук» 2017 года, Норман Озборн, озвученный Джошем Китоном[2], использует псевдоним Тёмный гоблин. Нормана изображается как строгий отец Гарри и генеральный директор «Озкорп», который неоднократно нанимает различных врагов Человека-паука и крадёт чужие технологии, выдавая их за свои. В первом сезоне Норман тайно вынуждает Гарри отстраниться от школы «Horizon High» и основывает «Академию Озборна для гениев», замышляя заговор против Человека-паука, Макса Моделла и Шакала. Заразившись паучьим вирусом Шакала, Норман мутирует в Человека-паука, получив прозвище Король пауков, однако затем его возвращают в прежнее состояние. Позже Норман поручает Гарри убить Человека-паука, чтобы его сын был единственным защитником Нью-Йорка. Тем не менее, Гарри отказывается, и Норман использует альтер эго своего сына, в попытках самостоятельно убить Человека-паука. Во время битвы с Человеком-пауком и Гарри в лаборатории, Норман, по всей видимости, погибает в образовавшемся взрыве. Он возвращается в третьем сезоне под названием «Тотальный Веном» в роли Тёмного гоблина, сформировав заговор, чтобы настроить совет по образованию против Стенолаза. Тем не менее, он возвращается в свою человеческую форму и попадает под стражу, когда Люди-пауки разоблачают его планы.
- Дж. П. Карлиак озвучил Зелёного гоблина в мультсериале «Паучок и его удивительные друзья» 2021 года[6][7].
- Зелёный гоблин появляется в качестве камео в аниме «Мстители: Дисковые войны» 2014 года. В первом эпизоде он был одним из суперзлодеев, заключённых в тюрьму Щ.И.Т.а. В дальнейшем он был освобождён Локи, однако пошёл против его воли и попытался лично отомстить Человеку-пауку. Тот побеждает Зелёного гоблина, а затем использует одну из его тыквенных бомб против Локи.
- В аниме «Мстители будущего» 2017 года Зелёного гоблина озвучил Хироши Янака[1].

## Кино

### Серия фильмов Сэма Рэйми

Уиллем Дефо в роли Нормана Озборна / Зелёного гоблина в фильме «Человек-паук» (2002)

Воплощения Зелёного гоблина Нормана и Гарри Озборнов появляются трилогии Сэма Рэйми и Человеке-паук. Роль Нормана исполнил Уиллем Дефо, тогда как Гарри сыграл Джеймс Франко.
- Норман Озборн дебютовал в фильме «Человеке-пауке» 2002 года, первоначально выступая отцовской фигурой для Питера Паркера, в то время как Гарри является лучшим другом Паркера и парнем Мэри Джейн Уотсон на протяжении большей части фильма, будучи преисполненным желания произвести впечатление на отдалившегося от него отца. Когда «Озкорп» сталкивается с финансовыми затруднениями, Норман, дабы не допустить банкротства своего «детища», решает провести на себе эксперимент в рамках разработки сыворотки по созданию сверхлюдей. В результате рождается личность, получившая название «Зелёный гоблин». Контролируя тело Озборна, Гоблин использует украденные боевые доспехи и передовые технологии корпорации, чтобы отомстить своим врагам, находя Озборна слишком «слабым», чтобы сделать это самому. Это приводит к конфронтации с Человеком-пауком, которого Гоблин первоначально пытается склонить на свою сторону, прежде чем напасть на его близких, обнаружив, что под маской супергероя скрывается Питер Паркер. Во время последней битвы с Человеком-пауком, Озборн получает смертельное ранение от своего же глайдера, после чего Питер доставляет Нормана домой, где их замечает Гарри, который ошибочно обвиняет Человека-паука в убийстве своего отца и клянётся отомстить.
- В фильме «Человек-паук 2» 2004 года Норман, несмотря на свою кончину, продолжает существовать внутри Гарри, возглавившего «Озкорп» после гибели отца и по-прежнему намеревающегося отомстить Человеку-пауку. Гарри заключает союз с Отто Октавиусом, пообещав предоставить ему недостающий компонент его эксперимента в обмен на захват Паука. В дальнейшем, когда супергерой оказывается в его руках, Гарри с ужасом узнаёт, что под маской убийцы его отца скрывается Питер. Изначально Гарри отказывается мстить лучшему другу, однако, увидев галлюцинацию Нормана он обнаруживает потайное убежище Зелёного гоблина, осознавая, кем на самом деле был его Озборн-старший.
- В заключительной части трилогии «Человек-паук 3: Враг в отражении» 2007 года Гарри становится Новым гоблином (англ. New Goblin) и нападает на Питера. Тем не менее, по окончании их сражения у него возникает амнезия. В дальнейшем, восстановив утраченные воспоминания, Гарри вынуждает Мэри Джейн разорвать отношения с Питером, чтобы «нанести ему удар в сердце». Тем не менее, узнав правду о смерти Нормана от своего дворецкого Бернарда, Гарри прощает Питера и объединяет с ним усилия, чтобы спасти Мэри Джейн от Венома и Песочного человека, в результате чего он жертвует жизнью ради своих друзей.

### Серия фильмов Марка Уэбба

Дэйн Дехаан в роли Гарри Озборна / Зелёного гоблина в фильме «Новый Человек-паук: Высокое напряжение» (2014)

- В фильме «Новый Человек-паук» 2012 года Норман Озборн упоминается как глава корпорации «Озкорп», который умирает от неизлечимой болезни.
- Норман в исполнении Криса Купера и Гарри, сыгранный Дэйном Дехааном, появляются в картине «Новый Человек-паук: Высокое напряжение» 2014 года, где выясняется, что «ретровирусная гиперплазия» является генетическим заболеванием, поразившей обоих Озборнов. После смерти Нормана Гарри становится генеральным директором «Озкорпа» и пытается найти результаты последних опытов Ричарда Паркера в надежде, что это спасёт ему жизнь. В дальнейшем Гарри становится Зелёным гоблином в результате воздействия яда радиоактивных пауков и клянётся отомстить Питеру Паркеру, раннее отказавшему ему в помощи в роли Человека-паука. По окончании развернувшегося между ними сражения погибает девушка Питера, Гвен Стейси, в то время как Гарри попадает в лечебницу Рэйвенкрофт.
- Купер и Дехаан должны были вернуться к своим ролям в так и не вышедшем «Новом Человеке-пауке 3»[8][9].

### Кинематографическая вселенная Marvel
Уиллем Дефо повторил роль Нормана Озборна / Зелёного гоблина в фильме «Человек-паук: Нет пути домой» 2021 года, действие которого происходит в Кинематографической вселенной Marvel. Он попадает в другую вселенную из-за того, что Питер Паркер нарушил заклинание Доктора Стивена Стрэнджа, благодаря которому все должны были забыть о личности Человека-паука, в результате чего в их мир попадают люди из других вселенных, знающие, что Паркер — Человек-паук. После короткой встречи с Паркером Озборн пытается избавиться от своей второй личности. Потерянный и подавленный, он приходит к Мэй Паркер и встречает Питера. Вторая личность Нормана, Гоблин, захватывает разум Озборна и убеждает других злодеев не вставать на путь исправления. В ходе завязавшейся битвы он убивает Мэй, а затем сбегает. После того как Питер и две его альтернативные версии побеждают и излечивают других злодеев, Гоблин уговаривает Паркера убить его, но ему мешает версия Человека-паука из вселенной Гоблина. После этого Питер излечивает Озборна, избавляя его от личности Гоблина, а Стрэндж произносит ещё одно заклинание, чтобы вернуть перемещённых героев и вылеченных злодеев обратно в их вселенные.

### Другие появления
Норман Озборн / Зелёный гоблин появляется в анимационном фильме «Человек-паук: Через вселенные» 2018 года, где его озвучил Йорма Такконе. Образ Гоблина базируется на Ultimate-версии, однако в нём также угадываются элементы из других воплощений. Работая на Кингпина, Гоблин защищает Суперколлайдер своего босса от Человека-паука. В ходе развернувшегося сражения происходит взрыв, в результате которого Человек-паук получает серьёзные ранения, а Гоблин погибает.

## Видеоигры

### Игры о Человеке-пауке
- Первое появление Зелёного гоблина в видеоиграх состоялось в Spider-Man 1982 года для Atari 2600.
- Первоначально Зелёный гоблин должен был появиться в игре The Amazing Spider-Man 1990 года, однако в итоге он был заменён на Хобгоблина.
- Зелёный гоблин появляется в аркадной игре Spider-Man: The Video Game 1991 года в качестве одного из боссов[13].
- Зелёный гоблин выступает в качестве босса игры Spider-Man: The Animated Series 1995 года, основанной на оригинальном мультсериале.
- Он является боссом игры The Amazing Spider-Man: Lethal Foes 1995 года для Super Famicom.
- В игре Spider-Man 2000 года выпуска можно обнаружить секретное логово Зелёного гоблина, в котором спрятаны его тыквенные бомбы, глайдер и маска.
- Норман Озборн / Зелёный гоблин является главным антагонистом игры Spider-Man 2002 года, являющейся адаптацией одноимённого фильма, где его роль вновь исполнил Уиллем Дефо[1][2]. В отличие от фильма, первоначально Норман и его учёные пытаются захватить Человека-паука с целью изучения его генетического кода, чтобы с его помощью усовершенствовать формулу по созданию сверхчеловека. Для этого они разрабатывают специальных роботов-охотников, но терпят неудачу в своём стремлении. Впоследствии Норман теряет своё положение из-за затянувшегося исследования, поэтому он решает провести эксперимент на себе, что приводит к появлению Зелёного гоблина. Он убивает членов совета директоров на развернувшемся в Нью-Йорке фестивале, после чего сражается с Человеком-пауком. Потерпев поражение, Гоблин устанавливает бомбы на соседних зданиях, что позволяет ему отвлечь внимание супергероя и скрыться. Некоторое время спустя, он похищает Мэри Джейн Уотсон, чтобы выманить Человека-паука. После финального боя на мосту Куинсборо, Гоблин раскрывает своё истинное лицо и умирает как и в фильме, будучи смертельно раненным собственным глайдером.
  - Воплощение Зелёного гоблина Гарри Озборна, озвученное Джошем Китоном, появляется как разблокируемый игровой персонаж и имеет бонусную сюжетную линию в игре. По сюжету, после смерти отца Гарри находит броню и экипировку Зелёного гоблина и решает стать новым носителем костюма, чтобы с помощью технологий «Озкорпа» выяснить куда пропал его отец. Во время своих похождений Гарри сталкивается с другим Зелёным гоблином, личность которого так и остаётся неизвестной. Сам незнакомец утверждает, что был нанят самим Норманом Озборном[14]
- Ultimate-версия Зелёного гоблина, озвученная Питером Лурье[1], появляется в игре Ultimate Spider-Man 2005 года. Он находится в плену у Щ.И.Т.а, однако Жук способствует его побегу. Человек-паук преследует Гоблина, когда тот вырывается из посольства Латверии. Между ними завязывается сражение по всему Нью-Йорку, которое заканчивается в конференц-зале. Впоследствии отряд Щ. И. Т.а во главе с Шэрон Картер забирает Гоблина под стражу.
- Ultimate-версия Зелёного гоблина, озвученная Нилом Капланом[1], является одним из двух играбельных персонажей в Spider-Man: Battle for New York 2006 года для Game Boy Advance и Nintendo DS. Игра служит пересказом истории его происхождения и первой встречи с Человеком-пауком.
- Гарри Озборн / Новый гоблин является боссом и игровым персонажем в Spider-Man 3 2007 года, игре по третьему фильму, где его озвучил Джеймс Франко[4]. Он пытается убить Питера Паркера, чтобы отомстить за смерть своего отца, но терпит поражение и теряет сознание, прежде чем Питер отвезёт его в больницу. Позже он приходит на помощь Человеку-пауку во время битвы с Веномом и Песочным человеком и побеждает последнего, прежде чем Веном убивает его. В Spider-Man 3 Гарри изначально не был полноценным играбельным персонажем, и управлять им игрок мог только в последней миссии в версии игры для платформ Microsoft Windows, PlayStation 3 и Xbox 360. Позже, однако, был выпущен загружаемый контент для PS3 и X360 вариаций игры, в которой Гарри в личине Нового гоблина становится играбельным персонажем. На Microsoft Windows поиграть за персонажа можно только с использованием сторонних модификаций.
- Норман Озборн / Зелёный гоблин, озвученный Роджером Джексоном[1], и Гарри Озборн / Новый гоблин, озвученный Джошем Китоном[4], являются игровыми персонажами в Spider-Man: Friend or Foe 2007 года. В этой альтернативной временной шкале, где все злодеи из фильмов о Человеке-пауке пережили свою смерть, Гоблин присутствует во время их совместной попытки убить Человека-паука в заставке игры. Там же появляется Гарри в качестве Нового гоблина, который помогает Человеку-пауку, не акцентируя внимания на том, что его отец находится среди злодеев. После битвы на группу нападает рой фантомов, и злодеи, включая Гоблина, внезапно телепортируются в другое место, в то время как Человека-паука спасает Щ.И.Т. Затем Гоблину промывает мозги таинственная фигура, стоящая за фантомами и отправляет его в Токио, чтобы тот заполучил один из осколков метеора, использовавшийся для создания фантомов. Игрок сражается с Гоблином на вершине городской башни «Озкорп», в результате чего Человек-паук уничтожает амулет, который контролировал разум злодея. После этого Гоблин, стремясь отомстить тому, кто промыл ему мозги, неохотно объединяет усилия с Человеком-пауком и становится играбельным персонажем до конца игры. Новый гоблин становится доступен для игры после полного прохождения.
- Норман Озборн / Зелёный гоблин появляется в игре Spider-Man: Web of Shadows 2008 года, версии для Nintendo DS. По сюжету, Чёрная кошка сообщает Человеку-пауку, что Гоблин закладывает бомбы в рамках сговора с целью победить симбиотов, вторгшихся на Манхэттен, и Человеку-пауку предоставляется выбор помочь ему. Также Гоблин является вспомогательным персонажем в сражениях.
- Ultimate-версия Гоблина является одним из боссов игры Ultimate Spider-Man: Total Mayhem 2010 года.
- В игре Spider-Man: Shattered Dimensions 2010 года Норман Озборн / Гоблин, озвученный Джимом Каммингсом[1][2] является боссом в Нуар-вселенной. По Будучи представленным в качестве могущественного главаря мафии, он поручает своим людям Кувалде и Стервятнику добыть фрагменты Скрижали Порядка и Хаоса. Хотя Человеку-пауку Нуара удаётся помешать планам Озборна, тот, в конечном итоге, завладевает одним из осколоков и поглощает его силу, превращаясь в чудовище с невероятной силой. Несмотря на это, процесс открывает массивную рану на его спине, которая становится его единственным слабым местом. Затем он заманивает Человека-паука Нуара в своё карнавальное убежище, используя заложников в качестве приманки. Там Человек-паук Нуар побеждает Гоблина и его людей и забирает осколок.
- Воплощение Зелёного гоблина Нормана Озборна появляется в виртуальном пинболе для Pinball FX 2, выпущенном Zen Studios.
- Гарри Озборн / Зелёный гоблин, озвученный Кевином Дорманом[4], является одним из боссов игры The Amazing Spider-Man 2 2014 года, основанной на фильме «Новый Человек-паук: Высокое напряжение». Как и в фильме, Гарри становится генеральным директором «Озкорпа» после того, как его отец умирает от неизлечимой болезни, а позже обнаруживает, что он медленно умирает от той же болезни, отчаянно нуждаясь в лекарстве. Ко всему прочему, Гарри заключает союз с Уилсоном Фиском в рамках финансирования группы по расследованию преступлений, призванной помочь полиции бороться с преступностью, не подозревая, что Фиск планирует использовать её, чтобы заменить Человека-паука и, в конечном итоге, захватить «Озкорп» после смерти Гарри. Обнаружив, что кровь Человека-паука может спасти его, Гарри просит его о помощи, но Человек-паук отказывается, боясь побочных эффектов, в результате чего Гарри начинает презирать его. Позже Гарри делает себе инъекцию яда паука Ричарда Паркера с целью избавления от болезни, однако процедура уродует его тело и сводит с ума. Взяв прозвище Зелёный гоблин, он нападает на Человека-паука, но терпит поражение и попадает в тюрьму. В мобильной версии игры Гоблин — суперзлодей, работающий на «Озкорп», который дважды нападает на Человека-паука, пытаясь добыть его кровь для экспериментов «Озкорпа».
- В игре Spider-Man Unlimited 2014 года появляется несколько костюмов Зелёного гоблина, в том числе классический, Золотой гоблин, Серый гоблин и версия из House of M. Они собрались из различных альтернативных реальностей, чтобы присоединиться к Зловещей шестёрке и попасть в другие измерения с целью уничтожения Людей-пауков и добычи кристаллов Iso-8. Норман Озборн в роли Красного гоблина был добавлен в качестве игрового персонажа в более позднем обновлении.

### Marvel’s Spider-Man
В игре 2018 года Spider-Man Норман Озборн, озвученный Марком Ролстоном, является мэром Нью-Йорка. В прошлом он был генеральныи директором и соучредителем «Озкорпа», наряду со своим бывшим лучшим другом и партнёром Отто Октавиусом. Будучи коррумпированным и корыстным человеком, Норман использует своё положение для внедрения технологий «Озкорпа» по всему Нью-Йорку и прекращения государственного финансирования «Octavius Industries» в попытке вынудить Октавиуса примкнуть к «Озкорпу». Также Норман стремится переманить помощника Октавиуса, Питера Паркера, используя его дружбу с Гарри, хотя Паркер также отказывается от предложение Озборна. Норман и «Озкорп» несут ответственность за создание «Дыхания дьявола», экспериментального лекарства от генетических заболеваний, скорее напоминающее биологическое оружие, созданного с целью спасения жизни его неизлечимо больного сына Гарри. Тем не менее, разработка оружия приводит к становлению Мартина Ли Мистером Негативом, который намеревается отомстить Норману. После того, как Октавиус становится Доктором Осьминогом, он объединяет усилия с Ли и четырьмя другими суперзлодеями, чтобы напасть на офис «Озкорпа» и украсть «Дыхание Дьявола» с целью заражения Нью-Йорка, в результате чего Норман объявляет военное положение и нанимает наёмников во главе с Серебряным Соболем для защиты жителей Нью-Йорка. В то время как Человеку-пауку удаётся минимизировать ущерб городу и спасти жизнь Нормана, раскрывается роль последнего в создании «Дыхания дьявола», после чего Норман с позором уходит с поста мэра. После этого он приказывает доктору Курту Коннорсу освободить его сына.

### Другие игры
- Версия Зелёного гоблина из фильмов Сэма Рэйми появляется в Spider-Man для автомата для игры в пинбол, производства компании Stern.
- Зелёный гоблин, озвученный Армином Шимерманом[1][2], является одним из боссов Marvel: Ultimate Alliance 2 2009 года. Внешний вид этой версии основан на костюме, который носил Нормана будучи директором Громовержцев. Он является одним из нескольких суперзлодеев, которых Щ.И.Т. контролирует при помощи нанитов. Герои дважды сражаются с Гоблином и Веномом, прежде чем злодеи терпят поражение и освобождаются из-под контроля нанитов. В версиях для PSP, Wii и PS2 Гоблин сражается с героями в Тюрьме 42 вместе со Скорпионом.
- Норман Озборн / Зелёный гоблин является одним из альтернативных скинов Файрбренда в игре Ultimate Marvel vs. Capcom 3 2011 года[16].
- Норман Озборн, использующий личности Зелёного гоблина и Железного патриота, появляется в игре Marvel Super Hero Squad Online, где первая личность, озвученная Юрием Ловенталем и Филом Ламарром[1][2], выступает боссом, а вторая, озвученная Чарли Адлером[2], является игровым персонажем.
- Норман Озборн / Зелёный гоблин становится доступен для игры LittleBigPlanet в рамках DLC Marvel Costume Kit 4.
- Норман Озборн / Зелёный гоблин является боссом игры Marvel: Avengers Alliance 2012 года для Facebook.
- Норман Озборн / Зелёный гоблин появляется как босс, а впоследствии и как играбельный персонаж в Marvel Heroes 2013 года.
- Зелёный гоблин Нормана Озборна является боссом и игровым персонажем в Lego Marvel Super Heroes 2013 года, где его озвучил Нолан Норт[1][2] По сюжету игры, Гоблин входит в число суперзлодеев, которые помогают Доктору Думу получить кусочки доски Серебряного Сёрфера. Гоблин забирает один из них у побеждённого Доктора Осьминога, а затем убегает от прибывших в «Озкорп» Человека-паука, Соколиного глаза и Чёрной вдовы. Гоблин настраивает их против Венома, однако затем проигрывает Фантастическая четвёрке и Нику Фьюри. Позже Фьюри вербует Гоблина, чтобы тот помог героям Земли остановить Локи и Галактуса, намеревающихся уничтожить Землю и Асгард.
  - Джон Ди Маджо озвучил Ultimate-версию Гоблина, также являющуюся игровым персонажем.
- Норман Озборн в качестве Зелёного гоблина, Железного патриота и Красного гоблина появляется в игре Marvel: Contest of Champions 2014 года.
- Норман Озборн / Гоблин из мультсериала «Великий Человек-паук», вновь озвученный Нортом[1][2], является боссом и игровым персонажем в «Disney Infinity 2.0» 2014 года. Он объединяет усилия с Мистерио, чтобы клонировать симбиота Венома и начать вторжение в Нью-Йорк. Также Гоблин появляется как игровой персонаж в Disney Infinity 3.0 2015 года.
- Норман Озборн в качестве Железного патриота, а также его воплощение Зелёного гоблина из классической и Ultimate вселенной играбельны в Marvel: Future Fight 2015 года.
- Улучшенная версия Зелёного гоблина появляется в игре Marvel: Avengers Alliance 2 2015 года.
- Норман Озборн / Зелёный гоблин является игровым персонажем в Marvel Puzzle Quest 2016 года для Android, iOS и PC (Windows)[17].
- Брэндон Винклер озвучил Нормана Озборна / Зелёного гоблина в игре Marvel Avengers Academy 2016 года.
- Воплощение Зелёного гоблина Нормана Озборна является игровым персонажем в LEGO Marvel Super Heroes 2 2017 года. Также в игре присутствует версия с Земли 2099. Впервые Гоблин появляется на Манхэттене после того, как Канг Завоеватель включает его в Хронополис, где суперзлодей сражается с Человеком-Пауком и Гвен-Пауком вместе со Стервятником, однако терпит поражение. Позже Гоблин 2099 получает осколок Нексуса Всех Реальностей, который он использует, чтобы объединить Венома и Карнажа в новое существо, которое Человек-Паук называет «Карном». Когда Человек-Паук, Мисс Марвел, Женщина-Халк, Гвен-паук и Человек-паук 2099 врываются в «Alchemax», чтобы забрать осколок, Гоблин 2099 выпускает на них Карнома, но они побеждают последнего и освобождают его от контроля Гоблина, прежде чем Карном отправляется мстить Гоблину 2099.
- В игре Marvel Ultimate Alliance 3: The Black Order 2019 года Зелёного гоблина вновь озвучил Стивен Блум. Он возглавляет Зловещую шестёрку в нападении на Рафт. В результате того, что Звёздный Лорд телепортировал Камни Бесконечности по вселенной, Гоблин завладел Камнем Времени. Тем не менее, он не смог совладать с его силой и оказался заперт в ловушку временной петли, после чего в его видении Танос овладел всеми шестью камнями, одолев героев Земли. Человек-паук предлагает Гоблину второй шанс спасти вселенную, прежде чем Танос заберёт Камни Бесконечности, но Гоблин оказывается серьёзно травмирован увиденным.
- Норман Озборн / Зелёный гоблин эпизодически появляется в Marvel vs. Capcom: Infinite 2017 года.

## Тематические парки
Воплощение Зелёного гоблина Нормана Озборна появляется на Островах приключений Universal Orlando.

## Театр
- Норман Озборн / Зелёный гоблин появляется в адаптации свадьбы Человека-паука и Мэри Джейн Уотсон, состоявшейся на стадионе Ши в 1987 году[19].
- Воплощение Зелёного гоблина Нормана Озборна фигурирует в мюзикле Spider-Man: Turn Off the Dark 2011 года[20].
- Норман Озборн / Зелёный гоблин участвует в сценическом шоу 2014 года под названием Marvel Universe Live!.

## Товары
- Первая в истории фигурка Зелёного гоблина была изготовлена компанией Mego в 1974 году. Её рост составил восемь дюймов. Она была одета в костюм из ткани с резиновыми сапогами и пластиковой сумкой в качестве единственного аксессуара. В 1976 и 1980 годах Mego выпустила две другие фигурки меньшего размера из твёрдого пластика для своих линеек Comic Action Heroes и Pocket Superheroes.
- В 1978 году Remco изготовила фигурку Зелёного гоблина, чья высота была более фута. Она работала на батарейках, поставлялась в комплекте с поясом, сумкой и фонариком в форме летучей мыши.
- Фигурка Зелёного Гоблина стала аксессуаром автомобиля «Spider-Buggy», выпущенного Corgi в 1979 году.
- В 1991 году компания Toy Biz создала фигурку Зелёного гоблина для своей линейки Marvel Superheroes. Вместе с шестидюймовой фигуркой в комплекте шли тыквенные бомбы, глайдер. Фигурка обладала функцией «бросания бомбы».
- «Зелёный гоблин» был выпущен в 1994 году в рамках 3-й серии линейки Toy Biz по мультсериалу 1994 года. Хотя фигурка основывалась на анимированном аналоге персонажа, на ней изображён глайдер, созданный по образцу того, что можно было увидеть в выпусках 199 и 200 Spectacular Spider-Man.
- Toy Biz выпустила в общей сложности восемь фигурок Зелёного гоблина для своей линейки игрушек Spider-Man: The Movie.
- Toy Biz выпустила свою последнюю фигурку Зелёного гоблина в 2006 году в рамках линейки Marvel Legends. После возрождения Marvel Legends в руках Hasbro[21], компания создала ещё одну фигурку Зелёного гоблина в 2016 году.
- Way Out Toys выпустила две фигурки Зелёного гоблина с качающимися головами в 2002 и 2003 годах, первая из которых основана на классическом персонаже из комиксов, а во второй используется дизайн персонажа Ultimate Comics.
- Зелёный гоблин — восьмая фигурка в коллекции классических фигурок Marvel.
- Зелёный гоблин стал 12-й и 26-й фигуркой линейки Marvel Select от Diamond Select Toys .
- Зелёный Гоблин стал 109-й фигуркой POP Funko!. Также Funko выпускали Зелёного гоблина с трясущейся головой в рамках серии Wacky Wobbler в 2009 году.